# NHL 2K3
NHL 2K3 é um jogo eletrônico de hóquei no gelo baseado na liga NHL desenvolvido pela Treyarch, publicado pela Sega e lançado em novembro de 2002 para PlayStation 2, Xbox e GameCube, sendo esse o único jogo da série lançado para o console da Nintendo, também foi o primeiro da série a permitir modo multijogador online pelo PS2 e Xbox.